# Cot Blang Iboih
Cot Blang Iboih är en kulle i Indonesien.   Den ligger i provinsen Aceh, i den västra delen av landet, 1 900 km nordväst om huvudstaden Jakarta. Toppen på Cot Blang Iboih är 196 meter över havet. Cot Blang Iboih ligger på ön Pulau We.
Terrängen runt Cot Blang Iboih är lite kuperad. Havet är nära Cot Blang Iboih åt nordväst.Runt Cot Blang Iboih är det ganska glesbefolkat, med 34 invånare per kvadratkilometer. Närmaste större samhälle är Sabang, 8,6 km öster om Cot Blang Iboih. 